# بوب فارمر
بوب فارمر (بالإنجليزية: Bob Farmer)‏ هو لاعب كرة قدم أسترالية أسترالي، ولد في 2 يونيو 1947.

## وصلات خارجية
- بوب فارمر على موقع AustralianFootball.com (الإنجليزية)
- بوب فارمر على موقع AFLtables.com (الإنجليزية)